# Celso Mendieta
Celso Mendieta Ortega (	Asunción, 28/07/1949) es un exfutbolista paraguayo. Jugó en los años setenta en la primera división de España con el Real Betis Balompié y Real Zaragoza.
Comenzó jugando en Paraguay en el Club Sportivo Luqueño y en el Club Guaraní. En 1974 llegó al Betis, después de haber sido rechazado por Unión Deportiva Las Palmas un año antes. Debutó el 15 de septiembre de 1974 frente al C.D. Español. Jugó tres temporadas en el Real Betis, con el que obtuvo la Copa del Rey en 1977. En 1977 pasó al Zaragoza que entonces militaba en la segunda división, con el que logró el ascenso a primera división en su primera año. A finales de la temporada 1978/79 volvió a su país traspasado al club Cerro Porteño.